# Liparis henrici
Liparis henrici är en orkidéart som beskrevs av Rudolf Schlechter. Liparis henrici ingår i släktet gulyxnen, och familjen orkidéer. Inga underarter finns listade i Catalogue of Life.